# Corel Photo-paint
Corel Photo-paint, av utvecklaren skrivet Corel PHOTO-PAINT, är ett bildbehandlingsprogram för fotografier och webbgrafik, i stil med Adobe Photoshop, utvecklat av Corel. 
Photo-paints versioner startar sedan 13 (släppt 2006) med X, t.ex. "Photo-paint X3". Version 14 heter således X4 och den nuvarande versionen (16) heter Corel Photo-paint X6. Även vektorgrafiksprogrammet Coreldraw följer samma konvention, då Photo-paint ingår i paketet Coreldraw graphics suite tillsammans med Coreldraw (Photo-paint kan numera inte köpas separat). Photo-paint hade även tidigare en begränsad version kalled Corel photo-paint select som ingick med skannrar som tillverkats av HP, t.ex. HP Scanjet 5p. Photo-paint version 9 fanns även för Linux och Photo-paint fanns tillgängligt för Mac OS Classic till och med version 11.

## Utveckling

### Historia
Photo-paint dök först upp 1992 som en del av paketet med Coreldraw, som en rasterbildredigerare, som skulle konkurrera med Adobe Photoshop. Photo-paint har sedan dess funnits för både Macintoshdatorer (till och med version 11) och version 9 fanns även för Linux. Linux-versionen var dock inte en komplett port, då den baserades på Wine. Linuxversionen fanns att tillgå gratis från Corels webbsida. För tillfället finns Photo-paint endast för Windows.

### Funktioner
Som en konkurrent till Adobe Photoshop är Photo-paints funktioner relativt lika, både gällande fotoredigering och webbdesign. Photo-paints standardformat är .CPT (Corel Photo-paint image) och sparar ned en bild tillsammans med objekt (även kallat lager i andra produkter) och andra funktioner som tillämpats med hjälp av programmet på bilden så som färgprofiler, text, genomskinlighet, effekter och andra inställningar likt de som finns i PSD-formatet i Photoshop.
Medan Photo-paint kan öppna format så som Coreldraw- och Adobe Illustrator-bilder, är dessa vektorbaserade och bilden måste du konverteras till raster, innan de kan redigeras med Photo-paint. Photo-paint kan även både öppna och spara andra filformat så som webbilder i PNG, JPG och GIF. Även konkurrerande bildbehandlingsprogram så som Photoshop, GIMP och Paint shop pros format kan användas.
Photo-paint stöder även insticksprogram som kan utöka användbarheten genom att lägga till funktioner som utvecklats av tredje part. Även insticksprogram utvecklade för Adobe Photoshop och Paint shop pro kan användas i Photo-paint, vilket utökar kompatibiliteten med dessa program. Andra utökningar så som penslar kan också användas med Photo-paint.

### Corels Graphics suite
Som en del av Coreldraw graphics suite, kan Photo-paint dela data med andra program som där ingår. Sedan version X5, kan Corel Connect användas för att dela filer mellan olika datorprogram och enheter på användarens dator. Man kan även genom att klippa och klistra dela data mellan Coreldraw och Photo-paint, utan att behandla datan innan den kopieras och på så sätt undvika dataförlust.

## Översättningar
Corel Photo-paint finns på svenska, engelska, tyska, franska, italienska, holländska, spanska, brasiliansk portugisiska, finska, polska, tjeckiska, ryska, ungerska och turkiska.